# Jupiter LV
Jupiter LV, désignation provisoire S/2003 J 18, est un satellite naturel de Jupiter.

## Caractéristiques physiques
Peu de choses sont connues sur Jupiter LV, mais il s'agit de l'un des plus petits satellites naturels de Jupiter. Avec une magnitude de 16,5, il possèderait un diamètre moyen d'environ 2,0 km.

## Orbite
Jupiter LV orbite autour de Jupiter à la distance moyenne de 20 682 998 kilomètres en un peu plus de 600 jours, avec une inclinaison de 146 degrés sur l'écliptique et une excentricité de 0,14. Comme tous les satellites externes de Jupiter, il est rétrograde.
Jupiter LV pourrait faire partie du groupe d'Ananké. Ses éléments orbitaux n'étant pas connus avec précision, cette appartenance n'est pas déterminée de façon définitive.

Diagramme illustrant l'orbite des satellites irréguliers de Jupiter. Le groupe d'Ananké est visible sur le centre-gauche.
Diagramme illustrant l'inclinaison des quatre principaux membres du groupe d'Ananké en fonction du demi-grand axe.

## Historique
Jupiter LV fut découvert par l'équipe de Scott Sheppard sur des images datant du 6 février 2003 ; la découverte fut annoncée le 4 avril 2003. Sa désignation provisoire, S/2003 J 18 indique qu'il fut le 18e satellite imagé autour de Jupiter en 2003.
Le satellite, perdu depuis 2003, est finalement réobservé les 24 mars et 23 avril 2017 ; cette réobservation est annoncée le 2 juin 2017. Il reçoit en conséquence sa désignation permanente, Jupiter LV, le 9 juin 2017.